# Сан-Мігель (округ, Буенос-Айрес)
Округ Сан-Міге́ль (ісп. San Miguel) — адміністративно-територіальна одиниця 2-ого рівня у провінції Буенос-Айрес в центральній Аргентині. Адміністративний центр округу — Сан-Мігель (ісп. San Miguel).
Населення округу становить 276190 осіб (2010). Площа — 80 кв. км.

## Історія
Округ заснований у 1994 році.

## Населення
У 2010 році населення становило 276190 осіб. З них чоловіків — 134584, жінок — 141606.

## Політика
Округ належить до 1-ого виборчого сектору провінції Буенос-Айрес.